# Richland (Georgia)
Richland is een plaats (city) in de Amerikaanse staat Georgia, en valt bestuurlijk gezien onder Stewart County.

## Demografie
Bij de volkstelling in 2000 werd het aantal inwoners vastgesteld op 1794.
In 2006 is het aantal inwoners door het United States Census Bureau geschat op 1628, een daling van 166 (-9,3%).

## Geografie
Volgens het United States Census Bureau beslaat de plaats een oppervlakte van
10,8 km², geheel bestaande uit land. Richland ligt op ongeveer 179 m boven zeeniveau.

## Plaatsen in de nabije omgeving
De onderstaande figuur toont nabijgelegen plaatsen in een straal van 28 km rond Richland.